# Wiltshire Senior League
Wiltshire Senior League är en engelsk fotbollsliga, grundad 1976 genom en sammanslagning av Wiltshire Combination och Wiltshire League. Den består av en division som ligger på nivå 11 i det engelska ligasystemet. Ligan är normalt en matarliga till Western Football League, men även till Wessex Football League.
Klubbarna kommer från Wiltshire eller inom 15 miles från dess gräns.

## Mästare Premier Division
(Division 1 till 1998)
| Säsong  | Mästare  |
| ------- | -------- |
| 1976-77 | Park     |
| 1977-78 | Park     |
| 1978-79 | Park     |
| 1979-80 | Amesbury |
| 1980-81 | Park     |
| 1981-82 | Park     |
| 1982-83 | Penhill  |
| 1983-84 | Penhill  |
| 1984-85 | Park     |
| 1985-86 | Purton   |

| Säsong  | Mästare              |
| ------- | -------------------- |
| 1986-87 | Bemerton Athletic    |
| 1987-88 | Wootton Bassett Town |
| 1988-89 | Ferndale Athletic    |
| 1989-90 | Pewsey Vale          |
| 1990-91 | Amesbury Town        |
| 1991-92 | Amesbury Town        |
| 1992-93 | Pewsey Vale          |
| 1993-94 | Melksham Town        |
| 1994-95 | Aldbourne Ferndale   |
| 1995-96 | Pinehurst            |

| Säsong    | Mästare              |
| --------- | -------------------- |
| 1996-97   | Shrewton Utd         |
| 1997-98   | Corsham Town         |
| 1998-99   | Raychem Mowlem       |
| 1999-2000 | Malmesbury Victoria  |
| 2000-01   | Cricklade Town FC    |
| 2001-02   | Shrewton United FC   |
| 2002-03   | Shrewton United FC   |
| 2003-04   | Trowbridge Town      |
| 2004-05   | Corsham Town FC res. |
| 2005-06   | Corsham Town FC res. |

| Säsong  | Mästare              |
| ------- | -------------------- |
| 2006-07 | Corsham Town FC res. |
| 2007-08 | Wroughton            |
| 2008-09 | New College Swindon  |
| 2009-10 | New College Swindon  |
| 2010-11 | Corsham Town FC res. |

### Webbkällor
Den här artikeln är helt eller delvis baserad på material från engelskspråkiga Wikipedia, Wiltshire Football League, 27 augusti 2006.